# 狭鼻小目
狭鼻小目（きょうびしょうもく、Catarrhini）は、哺乳綱霊長目に分類される小目。別名狭鼻類（狭鼻猿や旧世界ザルはオナガザル科のみを指す）。
狭鼻類の由来となったように鼻の穴の間隔が狭く、穴が下方または前方に向いている。その他の特徴として、恒常的な3色型色覚がある。

## 分類
学名Catarrhiniは古代ギリシャ語で「下方」の意があるkataと、「鼻」の意があるrhisに由来する。
広鼻小目と分岐したのは3000-4000万年前と言われている。
細分化しすぎだとして1997年に本小目を認めない説が提唱されたり、1998年にオナガザル上科にヒト上科に分類される科を含める説が提唱されたこともある。
以下の現生科の分類は、日本モンキーセンター霊長類和名リスト（2018）に従う。
- オナガザル上科 Cercopithecoidea
  - オナガザル科 Cercopithecidae
- ヒト上科 Hominoidea
  - テナガザル科 Hylobatidae
  - ヒト科 Hominidae

オナガザル上科の絶滅群としてはビクトリアピテクス科Victoriapithecidaeが含まれる。その他の絶滅群としてはプリオピテクスなどを含むプリオピテクス上科Pliopithecoidea、エジプトピテクスなどを含むプロプリオピテクス上科Propliopithecoideaが分類される。また、リムノピテクスLimnopithecusやマイクロピテクスMicropithecusといったヒト上科に近いと考えられているものの、所属する上科が不明な化石属も知られている。プロコンスルとエケンボを含むプロコンスル科Proconsulidaeなどはヒト上科のステムグループとされるが、独立した上科とすることもある。2010年に記載されたSaadanius hijazensisは、狭鼻類のステムグループに位置付けられたことにより独立した上科Saadanioideaに分類されている。

## 色覚
脊椎動物の色覚は、網膜の中にどのタイプの錐体細胞を持つかによって決まる。魚類、両生類、爬虫類、鳥類には4タイプの錐体細胞（4色型色覚）を持つものが多い。よってこれらの生物は長波長域から短波長域である近紫外線までを認識できるものと考えられている。一方ほとんどの哺乳類は錐体細胞を2タイプ（2色型色覚）しか持たない。哺乳類の祖先である爬虫類は4タイプ全ての錐体細胞を持っていたが、2億2500万年前には、最初の哺乳類と言われるアデロバシレウスが生息し始め、初期の哺乳類は主に夜行性であったため、色覚は生存に必須ではなかった。結果、4タイプのうち2タイプの錐体細胞を失い、青を中心に感知するS錐体と赤を中心に感知するL錐体の2錐体のみを保有するに至った。これは赤と緑を十分に区別できないいわゆる「赤緑色盲」の状態である。この色覚が哺乳類の子孫に遺伝的に受け継がれることとなった。
ヒトを含む旧世界霊長類（狭鼻類）の祖先は、約3000万年前、X染色体にL錐体から変異した緑を中心に感知する新たなタイプの錐体（M錐体）視物質の遺伝子が出現し、ヘテロ接合体の2本のX染色体を持つメスのみが3色型色覚を有するようになり、さらにヘテロ接合体のメスにおいて相同組換えによる遺伝子重複の変異を起こして同一のX染色体上に2タイプの錐体視物質の遺伝子が保持されることとなりX染色体を1本しか持たないオスも3色型色覚を有するようになった。これによって、第3の錐体細胞が「再生」された。3色型色覚は果実等の発見に有利だったと考えられる。
時代を下ってヒトの色覚の研究成果から、狭鼻猿のマカク類に色盲がヒトよりも非常に少ないことを考慮すると、ヒトの祖先が狩猟生活をするようになり3色型色覚の優位性が低くなり、2色型色覚の淘汰圧が下がったと考えられる。色盲の出現頻度は狭鼻猿のカニクイザルで0.4%、チンパンジーで1.7%である。広鼻下目のヨザルは1色型色覚であり、ホエザルは狭鼻猿と同様に3色型色覚を再獲得しているが、これらを除き残りの新世界ザル（広鼻小目）はヘテロ接合体のX染色体を2本持つメスのみが3色型色覚を有し、オスは全て色盲である。これは狭鼻猿のようなX染色体上での相同組換えによる遺伝子重複の変異を起こさなかったためである。ヒトは上記のような狭鼻猿の祖先のX染色体の遺伝子変異を受け継いでいるため、M錐体を欠損したX染色体に関連する赤緑色盲が伴性劣性遺伝をする。男性ではX染色体の赤緑色盲の遺伝子を受け継いでいると色盲が発現し、女性では2本のX染色体とも赤緑色盲の遺伝子を受け継いでいる場合に色盲が発現する。なお、日本人では男性の4.50%、女性の0.165%が先天赤緑色覚異常で、白人男性では約8%が先天赤緑色覚異常であるとされる。